# برند دیترت
برند دیترت (آلمانی: Bernd Dittert؛ زادهٔ ۶ فوریهٔ ۱۹۶۱) دوچرخه‌سوار اهل آلمان است.
وی در مسابقات کشوری و بین‌المللی در مجموع برندهٔ ۱ مدال طلا، ۱ مدال برنز شده‌است.